# The Cold Embrace of Fear – A Dark Romantic Symphony
The Cold Embrace of Fear – A Dark Romantic Symphony drugi je EP talijanskog simfonijskog power metal sastava Rhapsody of Fire. EP je 15. listopada 2010. godine objavila diskografska kuća Nuclear Blast.

## Koncept
Nakon što se našao u selu Ainor, mjestu koje je Iras otkrio proučavajući dokumente i spise, otkrio je i lokaciju Erianove knjige. No problem je bio u tome što se knjiga nalazila unutar Har-Kuuna, drevne tvrđave Sljedbenika crnog reda, koja se nalazila daleko u Mračnim zemljama. Iras je, zajedno s Khaasom, Dargorom i vilenjačkim kraljem Tarishem otišao na put prema Har-Kuunu. Kada su tamo stigli, primijetili su da je mjesto bilo napušteno. Erianova se knjiga nalazila pod Zmajem od kamena. Nakon što je Iras otvorio knjigu, Tarish ga je napao i rekao mu da će ubiti Dargora ako mu ne preda knjigu. Tarish je bio agent Crnog reda i na koncu ih je izdao. Tarish se tada borio s Dargorom oko knjige, pošto je Iras zbog ozljede pao u nesvijest. No prije nego što je izgubio svijest, vidio je da Dargor ne samo da nije izgubio bitku, već da je i prije svoje smrti Tarish uspio izderati nekoliko stranica iz Erianove knjige.
Kasnije je Iras povratio svijest i odmah provjerio stanje knjige. Laknulo mu je to što je Tarish izderao samo par stranica. Nakon što su napustili Har-Kuun, otputovali su u selo Nairin, dom malih vilenjaka u kojem su se mogli odmoriti. Vilenjaci su izliječili Irasa služeći se svojim vilenjačkim umijećem magije. Nakon oporavka konačno je bio u stanju proučiti Erianovu knjigu. Tekstovi unutar knjige nisu samo bili jasni, već tragični i proročki te su govorili o "Otkrivenju anđela".
Završetak priče nalazi se na albumu From Chaos to Eternity.

## Popis pjesama
Tekstovi: Luca Turilli, glazba: Luca Turilli, Alex Staropoli.
| 1.    | »Act I: The Pass of Nair-Kaan«           | 2:01  |
| 2.    | »Act II: Dark Mystic Vision«             | 1:41  |
| 3.    | »Act III: The Ancient Fires of Har-Kuun« | 14:56 |
| 4.    | »Act IV: The Betrayal«                   | 3:38  |
| 5.    | »Act V: Neve rosso sangue«               | 4:41  |
| 6.    | »Act VI: Erian's Lost Secrets«           | 4:28  |
| 7.    | »Act VII: The Angels' Dark Revelation«   | 3:59  |
| 35:44 |                                          |       |

## Recenzije
Alex Henderson, glazbeni kritičar sa stranice AllMusic, dodijelio je albumu tri i pol od pet zvjezdica te je komentirao: "Kada sastav unajmi veliku britansku ikonu horora Christophera Leeja kako bi recitirao na njegovim albumima, možete biti sigurni da taj sastav ozbiljno shvaća svoju fantastiku. Lee je gostovao na albumu Rhapsody of Firea iz 2009. pod imenom The Frozen Tears of Angels te se ponovno pridružio Luci Turilliju i prijateljima na njihovom jednako epskom sljedbeniku The Cold Embrace of Fear. Pjevač Fabio Lione glavni je pjevač, ali se Lee pojavljuje radi dodatne recitacije te njegova prisutnost stvara dodatni snažan fantastički element onome što je već bila grupa uvelike inspirirana fantastikom. Ovaj epski konceptualni album govori o nekoliko ratnika koji opsjedaju dvorac Har-Kuun u potrazi za drevnom svetom knjigom; među onima koji čuvaju dvorac nalazi se i zmaj. Tekstovi pjesama su prenapuhani i pretjerani, u skladu s power metal i progresivnim metal melodijama Rhapsody of Firea te su pravovjerni formi, Luca Turilli i njegovi prijatelji nisu niti najmanje ironični u pogledu njih.
The Cold Embrace of Fear se ne skriva pred napuhanim ekscesima epskog power metala i epskog progresivnog metala; umjesto toga, slavi te ekscese bez isprike. Rhapsody of Fire (prije znan kao Rhapsody) nastavlja biti vrlo šašav i ponosan time. I poput svih drugih albuma u katalogu talijanskih metalaca, The Cold Embrace of Fear će izazvati divljenje kod nekih slušatelja i prezir kod drugih. Ali ako se The Cold Embrace of Fear prihvati za ono što jest -- potpuna fantastika i potpuni eskapizam -- i ne traga za tekstovima s kojima bi se slušatelj/slušateljica mogao/mogla na nekom nivou i poistovjetiti, lako je uživati u Turillijevoj budalastoj mašti. I iako je The Frozen Tears of Angels za mrvicu žešći album, The Cold Embrace of Fear je definitivno njegov zanimljiv nasljednik".

## Zasluge
| Rhapsody of Fire - Fabio Lione — vokali - Luca Turilli — solo gitara, produkcija, koncept naslovnice - Alex Holzwarth — bubnjevi - Alex Staropoli — klavijature, orkestralni aranžman, produkcija - Patrice Guers — bas-gitara Ostalo osoblje - Miro — mastering - Felipe Machado Franco — omot albuma | Dodatni glazbenici - Christopher Lee — naracija (u ulozi Čarobnjačkog kralja) - Toby Eddington — naracija (u ulozi Irasa Algora) - Stash Kirkbride — naracija (u ulozi Dargora) - Christina Lee — naracija (u ulozi Lothen) - Marcus D'Amico — naracija (u ulozi Khaasa) - Simon Fielding — naracija (u ulozi Tarisha) - Sascha Paeth — ritam gitara, miksanje - Manuel Staropoli — barokna kljunasta flauta - Olaf Reitmeier — akustična gitara - Bridget Fogle — operni zbor, sopran - Previn Moore — operni zbor - Thomas Rettke — zbor - Herbie Langhans — zbor - Robert Hunecke-Rizzo — zbor - Simon Oberender — zbor |